# Here We Go!
Here We Go! is een nummer van de Amerikaanse rapper Lil Nas X uit 2024. Het nummer werd uitgebracht naar aanleiding van de film Beverly Hills Cop: Axel F.
Het nummer bevat een sample uit Axel F van Harold Faltermeyer. Ook is de track Don't Want It van Lil Nas X' eigen album Montero gesampled. Ondanks dat het nummer in sommige landen populariteit genoot of een radiohit werd, bereikte het nergens de hitlijsten. In Nederland kreeg het nummer airplay op voornamelijk NPO 3FM; in Maak 't of kraak 't op Radio 538 werd het echter gekraakt. De Nederlandse Top 40 of Tipparade werden niet gehaald.

## Tracklijst
- Muziekdownload

1. "Here We Go!" - 3:12